# 오라녜나사우 공자빈 아네터 판 볼렌호벤세크레베

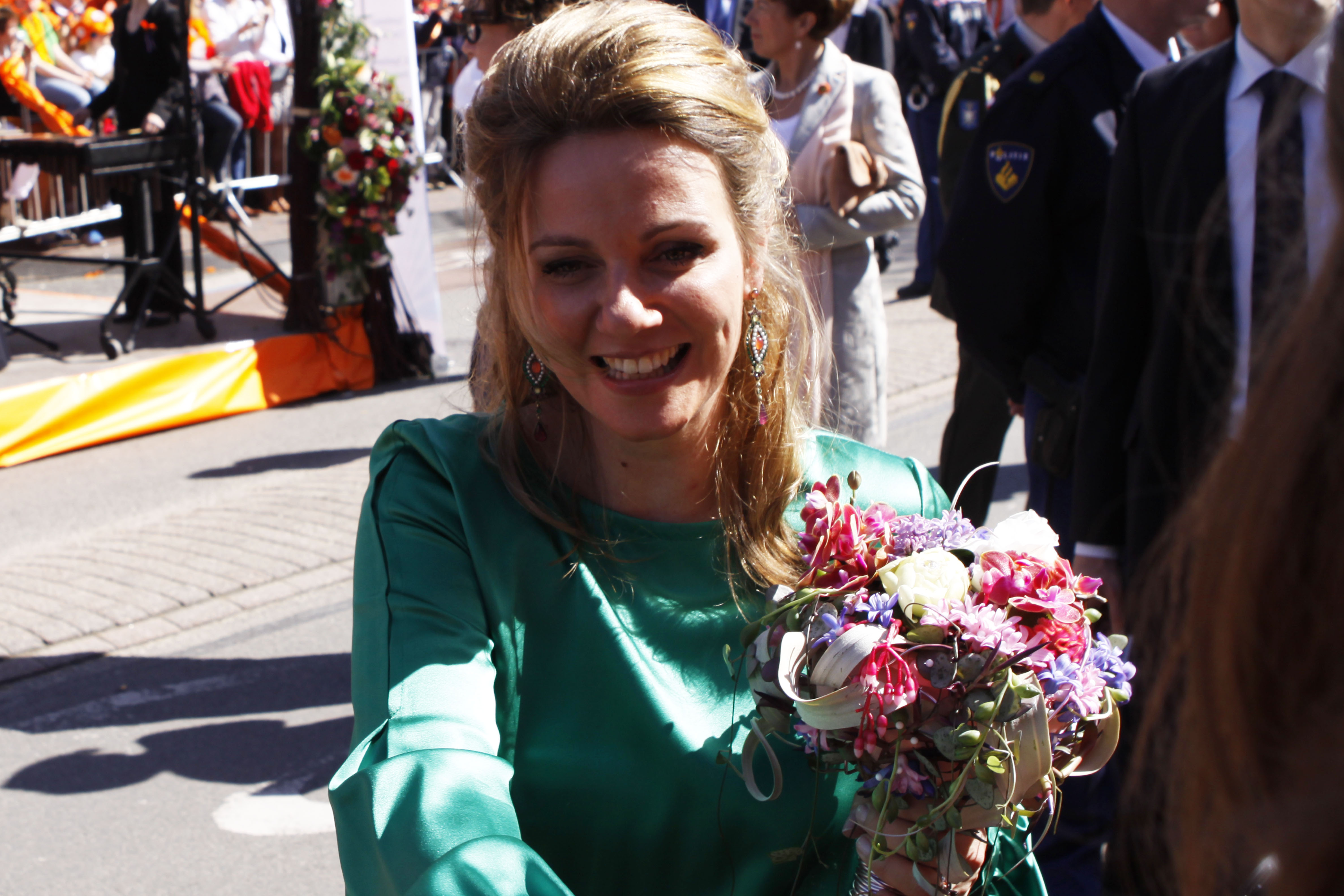
오라녜나사우 공자빈 아네터 판 볼렌호벤세크레베

오라녜나사우 공자빈 아네터 판 볼렌호벤세크레베(Princess Annette of Orange-Nassau, van Vollenhoven-Sekrève , 1972년 4월 18일 ~ )는 네덜란드 공주 마르흐릿와 피터르 반 볼렌호벤의 둘째 아들인 오라녜나사우 공자 베른하르트 반 볼렌호벤의 부인이다.